# 曹英偉
曹英偉（1951年—）是一名華裔美國企業家和硬體工程師。曹英偉和他的妻子吳健共同創辦了Linksys公司，這是一家消費類家庭網絡的先驅，並在2003年以5億美元的價格將該公司出售給思科系統。

## 生平
曹英偉出生於臺灣，就讀淡江大學資工系。在大學裡，他遇到了未來的妻子與商業夥伴吳健。
1975年，吳健搬到美國，一年後，曹英偉去了芝加哥，在伊利諾理工學院讀研究所，並於1980年獲得計算機科學碩士學位。這對情侶在研究生畢業後結婚並搬到加州。他曾在蒙哥馬利沃德、卡夫食品、TRW和塔可貝爾從事各種與電腦有關的工作，並在佩珀代因大學獲得工商管理碩士學位。

## Linksys

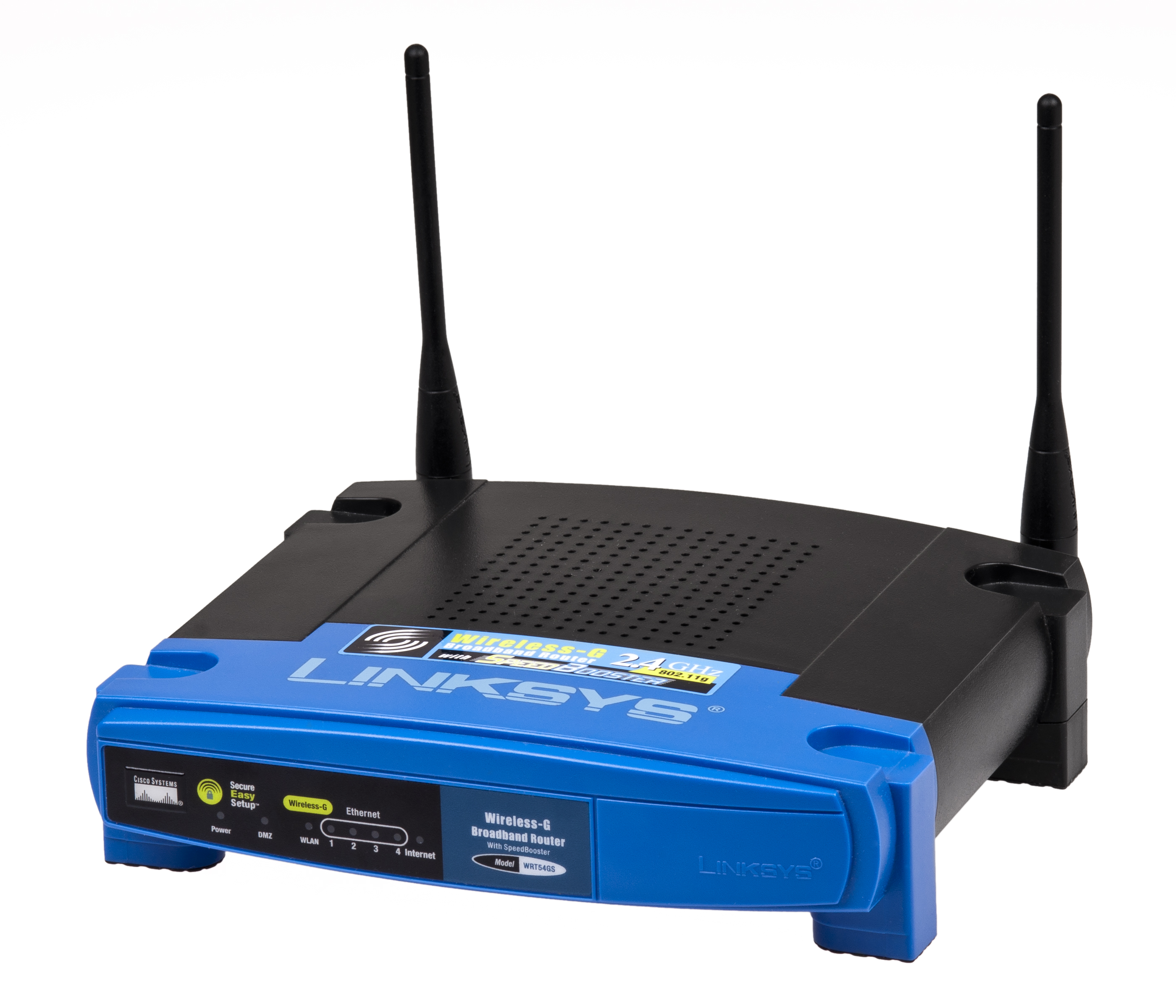
802.11g無線Linksys路由器

1988年，曹氏夫婦有了一個想法，要做一個能讓多台電腦共享一台印表機的產品。他們創辦了DEW國際公司，後來改名為Linksys，並以自己的積蓄為公司提供資金。該公司是在曹氏夫婦在加州爾灣的家中的車庫裡成立的。吳健辭去了她的工作，全職經營公司。這對夫婦來說是一場賭注，當時他們有兩個剛學會走路的兒子，分別為2歲和4歲。該公司的產品取得了不小的成功，到1991年，它產生的利潤足以讓曹英偉也辭去在塔可鐘(美國速食連鎖店Taco Bell，中文又稱：塔可貝爾)的工作，全職從事該公司的工作。
在公司的早期，曹英偉經常每週工作超過100個小時，參與業務的各個方面。他的妻子負責銷售工作，並負責說服主要零售商Fry’s連鎖電器城和百思買（英語：Best Buy) 分別在1995年和1996年銷售Linksys產品。這些都是Linksys的關鍵突破，1996年其收入翻了兩倍，達到2150萬美元，兩年後又翻了兩倍，達到6560萬美元。
1999年，曹英偉開發了一款定價199美元的寬帶路由器，專為家庭和小型辦公室網路設計，是第一款價格低於300美元的消費者路由器。這被證明是Linksys的轉捩點。2000年的銷售額增加到2.065億美元，技術分析家史蒂夫·貝克（Steve Baker）稱Linksys是消費者家庭網絡的發明者。到了2004年，該公司佔有49%的網路市場，銷售額估計為5.38億美元。
Linksys的成功吸引了網絡巨頭思科系統的注意，該公司於2002年聯繫曹氏夫婦。2003年3月，他們同意將公司賣給思科系統，交易價值為5億美元。隔年，這對夫婦被《Inc.》雜誌評為年度企業家。他們繼續作為高級副總裁為思科系統工作，直到2007年，他們從企業生活中退休，並將重心轉移至他們在2005年成立的投資公司Miven Venture Partners上。

## 個人生活
曹英偉和吳健有兩個兒子，麥可和史蒂芬。透過曹氏家族基金會，他們與亞裔美國媒體中心合作，製作了一部關於「促進理解和溝通」的紀錄片。